# 边走边唱
《邊走邊唱》是中國導演陳凱歌於1990年拍攝的電影，改編自史鐵生的小說《命若琴弦》。

## 劇情
主要講述了被稱為“神神”的盲藝人60年來為彈斷1000根琴弦不顧人生其他，只為師傅說彼時方可得到藥方、見到光明，但最後卻發現所謂的藥方只是一張白紙。
折射了人在追求理想和理想喪失後的精神狀態。

## 主要演員
- 劉仲元 飾 神神
- 黃　磊 飾 石頭
- 許　晴 飾 蘭秀

## 影響
由於該片表現手法晦澀，影片充滿了奇觀式的場景和隱喻的語言，尤其劇中人物“神神”的歌謠更是被評論為充滿哲學式的智慧。同時其寓言般的主題和當時中國的時代背景有著相當程度的契合，更引發了諸多評論和爭議。
該影片未在中國大陸地區公開放映。

## 外部連結
- 豆瓣电影上《边走边唱》的資料 （简体中文）
- 互联网电影数据库（IMDb）上《边走边唱》的资料（英文）